# A.L. Hjorth
Andreas Larsen Hjorth (13. februar 1829 i Rønne – 20. maj 1904 sammesteds) var en dansk skolemand, lægprædikant og politiker, bror til keramikeren Lauritz Hjorth.
Han var søn af smedemester Lars Hansen Hjorth (1794-1880) og Maren Kirstine Knudsen (1802-1891), blev dimitteret fra Jonstrup Seminarium 1849 og blev lærer på Rønne Borgerskole. Fra 1865 var Hjorth tillige klokker, blev 1872 førstelærer og blev pensioneret 31. december 1899. Hjorth var formand for Bornholms Lærerforening i årene 1852-62 og 1882-89, formand for Rønne private understøttelsesforening, medlem af ligningskommissionen, medstifter af Rønne Haandværker og Industriforening og formand for denne i årene 1862-72, formand for Rønne Sløjd- og Husflidsforening samt for Rønne Bibelselskab.
Hjorth underviste ikke blot på Borgerskolen, men også på Rønne lærde Skole (gymnasiet), hvor han var timelærer i regning og tegning. Hans kolleger og elever satte ham meget højt. Hjorth var især interesseret i naturhistorie og tegning. Han etablerede en mineralogisk samling, som han skænkede til Bornholms Museum, som også modtog hans geognostiske kort over Bornholm. I Danmarks geologiske Undersøgelse, II række, nr. 10, 1899, offentliggjorde han en afhandling "Om Vellensbyleret og dets Flora". Stor udbredelse vandt hans "Vægtavler til Frihaandstegning". Ved sit 50-års lærerjubilæum blev han hyldet, bl.a. med en adressemappe med 900 underskrifter. Adressemappen blev efter Hjorths død skænket til Bornholms Museum.

## Politiker
Hjorth var amtsrådsmedlem 1868-86 (med ganske kort afbrydelse), periodevis medlem af Rønne Byråd 1861-91 og formand for borgerrepræsentationen i flere år. Han var folketingsmand valgt i Rønnekredsen 1864-66.
Som folketingsmand hørte Andreas Larsen Hjorth ikke til de betydningsfulde. Han måtte nærmest henregnes til den moderate fløj af De Nationalliberale. Han var medlem af Rigsrådets Folketing, blev dets sekretær og var med til at vedtage den reviderede Grundlov af 1866, men interesserede sig vist ikke synderligt for rigsdagsarbejdet. Langt større betydning fik han som lægprædikant. Han begyndte at holde kristelige møder 1853, kunne vel siges at være en forløber for Indre Mission og fandt ikke ringe tilslutning.
Hjorth var Dannebrogsmand.
Han er begravet på Rønne Kirkegård.